# قرة بن حجل بن عبد المطلب
قُرَة بن حجل بن عبد المطلب الهاشمي القرشي شاعر من بني هاشم من قريش، وهو ابن عم النبي محمد ﷺ وأبوه هو حجل بن عبد المطلب ولا يعرف عن حياته وأخباره الكثير.

## شعره
قال قُرةُ بن حجل بن عبد المطلب الهاشمي القرشي يفتخر بأعمامه بنو عبد المطلب بن هاشم:
وزعم محمد بن حبيب أنه قالها في معركة أجنادين.